# Vilhonvuori
Vilhonvuori (suédois : Vilhelmsberg) est une section du quartier Sörnäinen d'Helsinki, la capitale finlandaise.

## Description
La section Vilhonvuori à une superficie est de 0,38 km2 pour 7501 habitants.

## Galerie

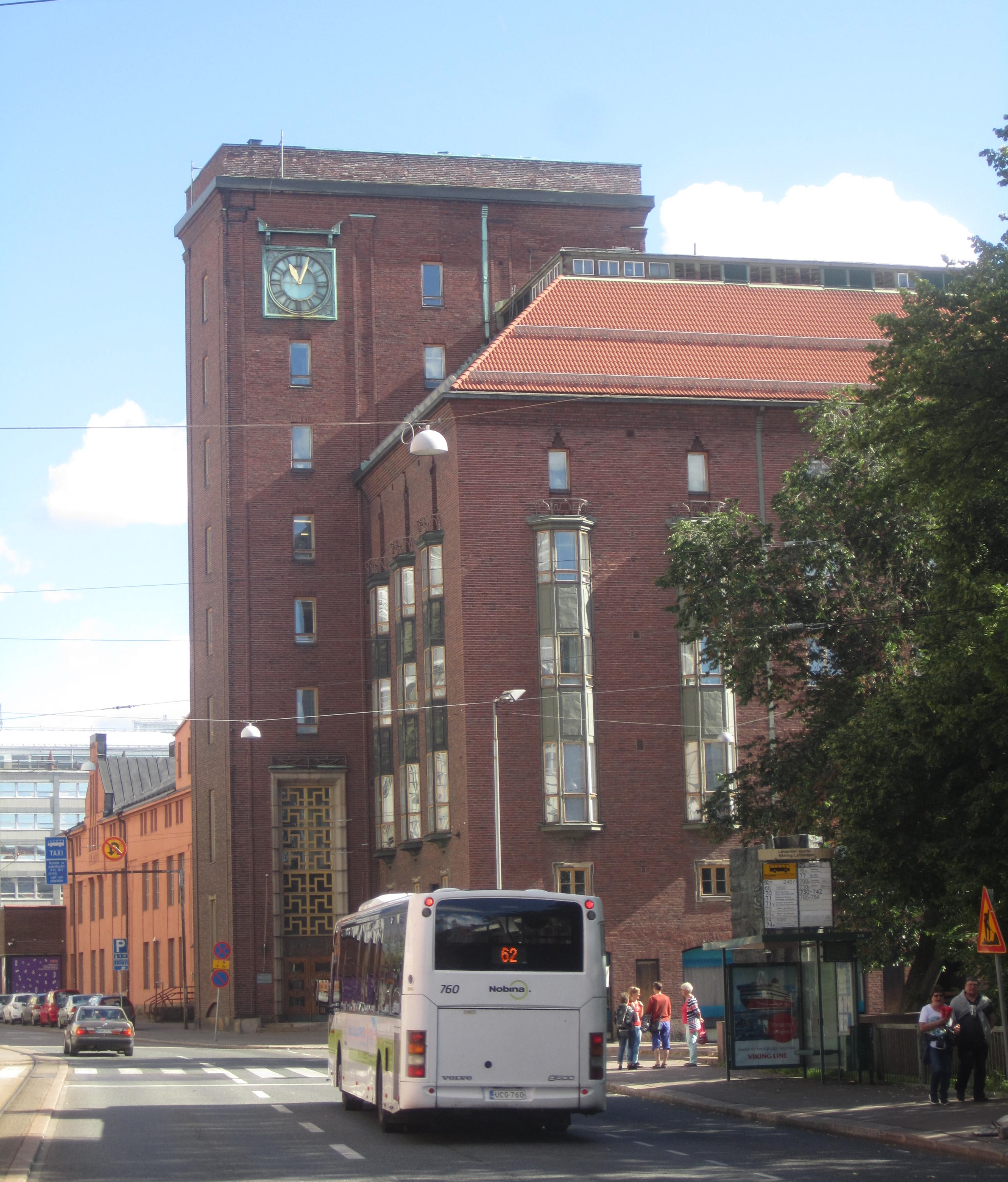
Le siège d'Elanto.
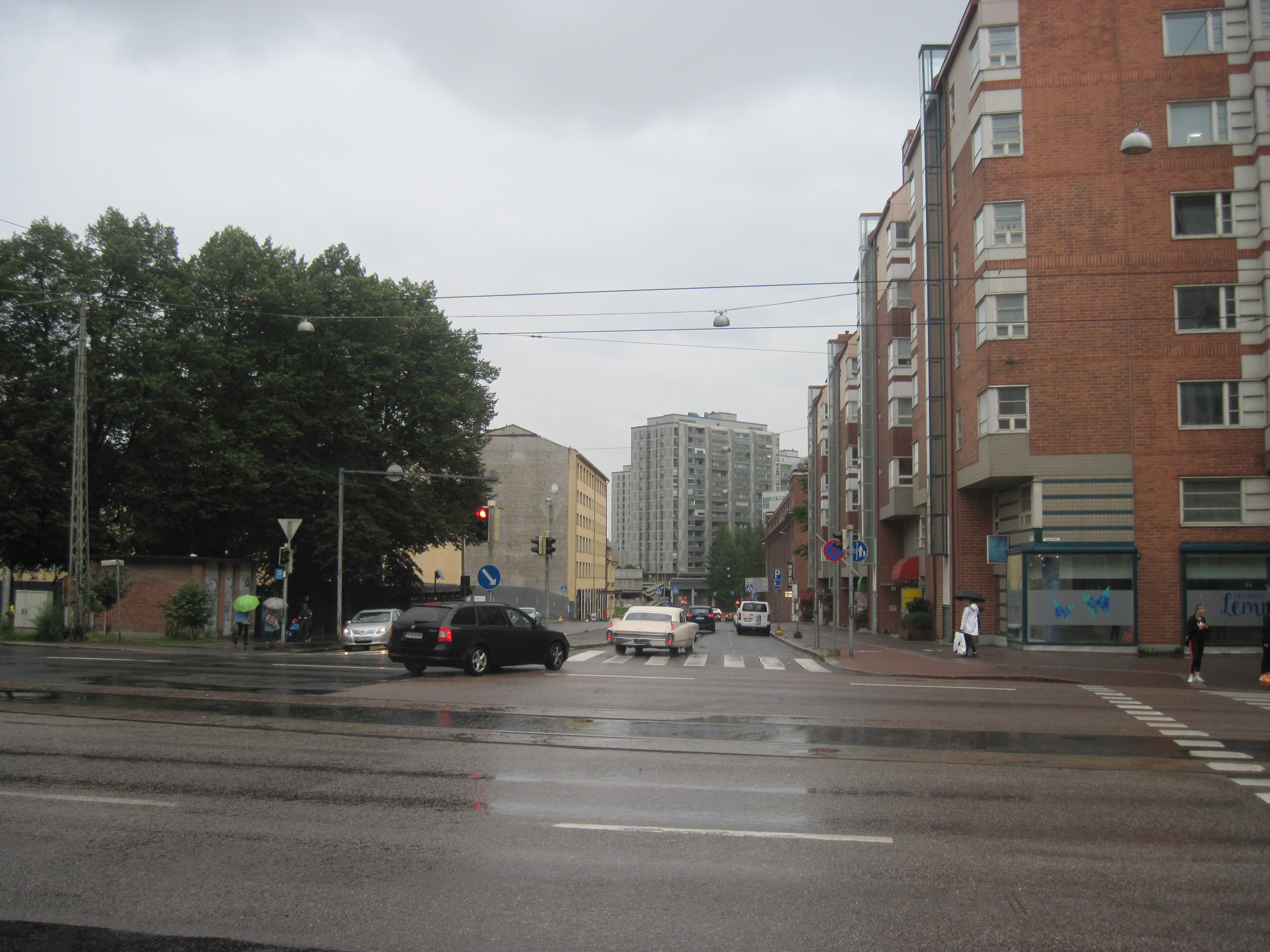
Rue Haapaniemenkatu.
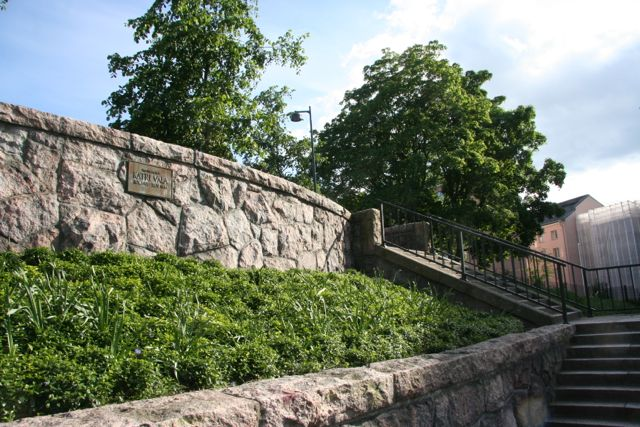
Tombe de Katri Vala.
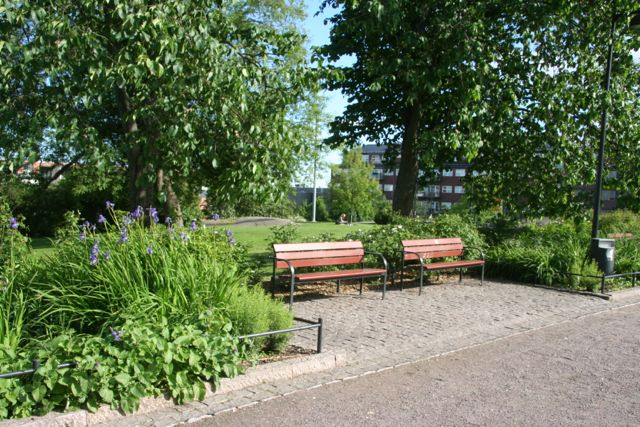
Le parc de Katri Vala.